# Flakaskäret
Flakaskäret är en ö i Finland. Den ligger i Norra kvarken och i kommunen Korsholm i den ekonomiska regionen  Vasa i landskapet Österbotten, i den västra delen av landet. Ön ligger omkring 21 kilometer norr om Vasa och omkring 380 kilometer norr om Helsingfors.
Öns area är 7,6 hektar och dess största längd är 0,5 kilometer i nord-sydlig riktning.